# Genomski projekat
Genomski projekti su naučni poduhvat sa ultimatnim ciljem da se odredi kompletna genomska sekvenca jednog organizma (životinje, biljke, gljive, bakterije, arheje, protiste ili virusa) i da se obeleže geni koji kodiraju proteine i druga važna svojstva kodirana genomom. Genomska sekvenca jednog organizma obuhvata kolektivne DNK sekvence svih hromozoma organizma. Za bakteriju koja sadrži jedan hromozom, genomski projekat ima za cilj mapiranje sekvence tog hromozoma. Kod čoveka, čiji genom sadrži 22 para autozoma i 2 seksualna hromozoma, kompletna genomska sekvenca obuhvata 46 zasebnih hromozomskih sekvenci.
Projekat humanog genoma je bio prekretnica među genomskim projektima. On ima veliki uticaj na istraživanja širom prirodnih nauka, sa potencijalom za podstakne brojne medicinske i komercijalne događaje.

## Spoljašnje veze
- Архивирано на веб-сајту  (25. децембар 2021)